# Hasankeyf
Hasankeyf (altgriechisch Κιφας, kurdisch Heskîf oder Hesenkêf, aramäisch Hesna/Hesno, Hsenkep oder Hesno d-kepo, von syrisch ܚܨܢ ܟܐܦܐ Ḥéṣn Kayfa) ist eine antike Stadtfestung am Tigris und ein heutiger Landkreis in der türkischen Provinz Batman. Die Altstadt von Hasankeyf wurde 2020 trotz internationaler Proteste im Zuge eines Staudammprojektes geflutet.
Der Landkreis wurde 1990 vom Kreis Gercüş abgetrennt und zusammen mit der Provinz Batman gegründet (Gesetz Nr. 3647). Er ist der kleinste und bevölkerungsärmste der gesamten Provinz Batman. Neben der Kreisstadt (Merkez) umfasst er 21 Dörfer (Köy), von denen das größte (Üçyol) 413 Einwohner hat. Durchschnittlich wohnen 155 Menschen in jedem Dorf, neun Dörfer haben mehr als dieser Durchschnitt Einwohner. Die Bevölkerungsdichte ist mit 25 Einwohnern je km² die zweitniedrigste der Provinz.

## Name
Der türkische Name Hasankeyf bedeutet wörtlich „Hasans Freude“, was eine Verballhornung des arabischen Namens حصن كيفا / Ḥiṣn Kayfā ist. Ḥiṣn ist das gewöhnliche arabische Wort für Festung, Kayfā die arabische Form des aramäischen Wortes Kēfā, in hebräisch-aramäischen Buchstaben כיפא. Da es im Arabischen kein langes e gibt, wird es regelmäßig durch ay ersetzt. Die Bedeutung von Kēfā im Aramäischen ist „Fels“ oder „Stein“. Der Name Kephas für Petrus stammt von dem gleichen aramäischen Wort. Ḥiṣn Kayfā bedeutet demnach „Felsenfestung“ oder „Felsenburg“. Die Griechen und später die Römer nannten die Stadt Kip(h)as, Kephe, Cepha oder Ciphas.

## Geschichte

### Von den ersten Siedlungen bis zum 12. Jahrhundert

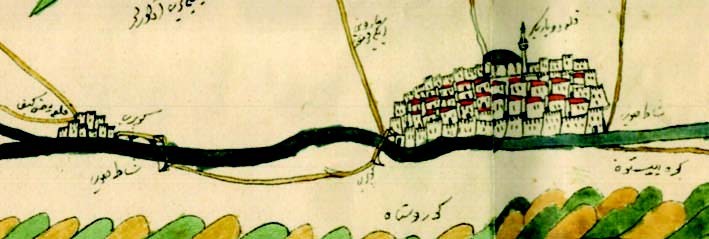
Detail einer Karte aus dem 17. Jahrhundert: Links erkennt man Hasankeyf, rechts ist die Stadt Diyarbakır zu sehen. Deutlich erkennt man die Brücke im Süden von Hasankeyf, die über den Tigris führt.

Ausgrabungen bei Hasankeyf Höyük 2 km östlich der Altstadt zeigen eine Besiedlung der Gegend seit dem 10. Jahrtausend v. Chr., also dem Präkeramischem Neolithikum A. Damit ist Hasankeyf Höyük ein Zeitgenosse von Göbekli Tepe mit den bisher ältesten Tempelanlagen der Menschheitsgeschichte. Es ist jedoch erst in den Jahrhunderten nach christlicher Zeitrechnung greifbar. Der Ort lag in jenem Teil Nordmesopotamiens, den vom 3. Jahrhundert an sowohl die (Ost-)Römer als auch die persischen Sassaniden beanspruchten. Daher wechselten die Machthaber zunächst oft. Wohl bald nach 363 bauten die Römer hier eine Grenzfestung, die den wichtigen Tigrisübergang bewachen sollte. Man nannte diese Grenzfestung Kiphas und konnte die Sassaniden in den Folgejahren zumeist abwehren; erst 608 gelang diesen unter Chosrau II. die Einnahme des Ortes, den sie aber 630 an die Römer zurückgaben. Wohl 638, im Laufe der islamischen Expansion, eroberten die Araber den Ort. Seit diesem Zeitpunkt lebten die Christen dieser Gegend unter islamischer Oberhoheit, zuerst unter den Umayyaden, dann unter den Abbasiden. Die Hamdaniden herrschten hier von 906–990 und nach ihnen die kurdischen Marwaniden von 990–1096. Hasankeyf besaß bis dahin keine besondere strategische Bedeutung für die Moslems.
Ab 1101 wurde Hasankeyf unter den Artukiden zum Zentrum ausgebaut. Die Artukiden stammen von Artuk, einem General des Seldschukenherrschers Malik Schah I., ab. Sie herrschten bis 1232, waren aktive politische Akteure und bauten die Stadt aus. Sie bauten eine Medrese, Wasserkanäle, die zur Burg hin hochreichten, und eine Brücke über den Tigris.

### Geschichte ab dem 13. Jahrhundert
1232 fiel die Stadt an die Ayyubiden. 1260 wurde die Stadt von den Mongolen überrannt. Hülegü verschonte Hasankeyf, als er hörte, dass dessen Herrscher ein Ayyubide war. 1301 überfiel Hülegüs Nachkomme Ghazan die Stadt. Nach der Zerstörung bauten die Ayyubiden die Stadt wieder auf. Viele der Bauwerke stammen aus dieser Zeit.
Ab Mitte des 15. Jahrhunderts stagnierte die Entwicklung. Von 1461 bis 1482 regierten die Akkoyunlar. Die Ayyubiden gewannen Hasankeyf zwar wieder, gerieten dann aber unter den Druck der Safawiden. 1515 gewannen die Osmanen dieses Gebiet und überließen den Ayyubiden die Verwaltung der Stadt. Dies war eine Strategie des Sultans, um die lokalen kurdischen Herrscher gegen die Safawiden zu gewinnen. Die Herrschaft der Ayyubiden endete 1524 und die Osmanen schlugen Hasankeyf dem Eyâlet Diyarbakır zu.
Im 16. Jahrhundert soll die Stadt an die 10.000 Einwohner gehabt haben, davon 60 % Christen. Damals war das zu Hasankeyf gehörende Gebiet allerdings größer und umfasste ganz Batman, Siirt und Teile von Mardin. Mit der Zeit verlor Hasankeyf immer mehr an Größe und Bedeutung, behielt bei den Kurden jedoch den Status einer Kultstätte bzw. eines nationalen Erbes.
Während des Genozids an den Armeniern 1915–1917 war Hasankeyf ein wichtiger Vernichtungsort, da sich Deportationsrouten dort kreuzten.
Die Bevölkerungszahl sank in den letzten 30 Jahren dramatisch.

### Flutung der Altstadt 2020
Im Zuge des Südostanatolien-Projekts, das die Schaffung vieler Staudämme – wie auch des Ilısu-Staudamms – im Südosten der Türkei zum Ziel hat, plante der türkische Staat früh, Hasankeyf unter Wasser zu setzen. Dagegen regte sich angesichts der historischen Bedeutung nationaler und internationaler Protest. 
Ungeachtet dessen begann die Türkei Anfang August 2006 mit dem Bau des Staudamms. Am 15. Dezember 2006 gewährte der Schweizer Bundesrat den Firmen Alstom, Colenco, Maggia und Stucky Exportrisikogarantien in Höhe von 225 Millionen Franken für das Ilısu-Staudammprojekt. Von den etwa 100 angeführten Auflagen sollten mindestens 25 „zufriedenstellend“ erfüllt werden. Am 26. März 2007 genehmigten auch das deutsche und das österreichische Regierungskabinett Kreditgarantien für am Bauprojekt beteiligte einheimische Unternehmen, da die vorgegebenen Kriterien erfüllt seien. Wesentliche Teile der antiken Stadt sollten versetzt und in einem Kulturpark wieder aufgebaut werden. Kritiker urteilten aber, dass nur ein kleiner Teil der antiken Schätze bewahrt werden werde.
Die Schweiz stoppte 2009 die Exportrisikogarantie, ebenso Deutschland und Österreich, nachdem trotz Verbesserungen des Projekts zentrale Auflagen für den Umwelt- und Kulturgüterschutz nicht zufriedenstellend erfüllt worden waren. Im Februar 2010 gab der türkische Ministerpräsident Recep Tayyip Erdoğan bekannt, dass seine Regierung neue Kreditgeber gefunden habe und der Staudamm gebaut werden könne. Anfang 2016 beschloss das türkische Parlament endgültig, das Projekt umzusetzen.
Die Staumauer wurde im Juli 2017 fertig gestellt. Am 12. Mai 2017 wurde das Zeynel-Bey-Mausoleum mit einem speziellen Transporter versetzt, um einer Überflutung zu entgehen. Es befindet sich nun 2 km entfernt im neuen Hasankeyf-Kulturpark. Weitere acht Gebäude sollten ebenfalls umgesetzt werden. Auch ein Teil der Bevölkerung wurde nach „Neu-Hasankeyf“ umgesiedelt. Eine letzte Klage vor dem Europäischen Gerichtshof für Menschenrechte gegen die Flutung des Ortes wurde am 21. Februar 2019 abgewiesen. 
Der ursprüngliche Termin für die Flutung im Juni 2019 musste zunächst auf unbestimmte Zeit verschoben werden, da der Tigris zu diesem Zeitpunkt zu viel Wasser führte und diverse Vorbereitungsarbeiten noch nicht abgeschlossen waren. Zwischen dem 20. und 22. Juli 2019 wurde laut der Wasserbehörde DSI mit einer „Testaufstauung“ begonnen. Die Initiative zur Rettung von Hasankeyf berichtete, dass diese am 29. Juli noch andauerte. Ende 2020 war die Flutung des Ortes abgeschlossen.

## Sehenswürdigkeiten
- 1116 vom Artukiden Fahrettin Karaaslan erbaute Alte Brücke, heute eine Ruine. Teile der alten Brücke bestanden aus Holz, das man entfernte, wenn Feinde die Stadt bedrohten.
- Artukidischer Palast
- Ayyubidische Ulu Cami
- Kleiner Palast der Ayyubiden
- Felsenwohnungen
- Zeynel-Bey-Mausoleum, Grabmal des Sohnes von Uzun Hasan aus dem 15. Jahrhundert

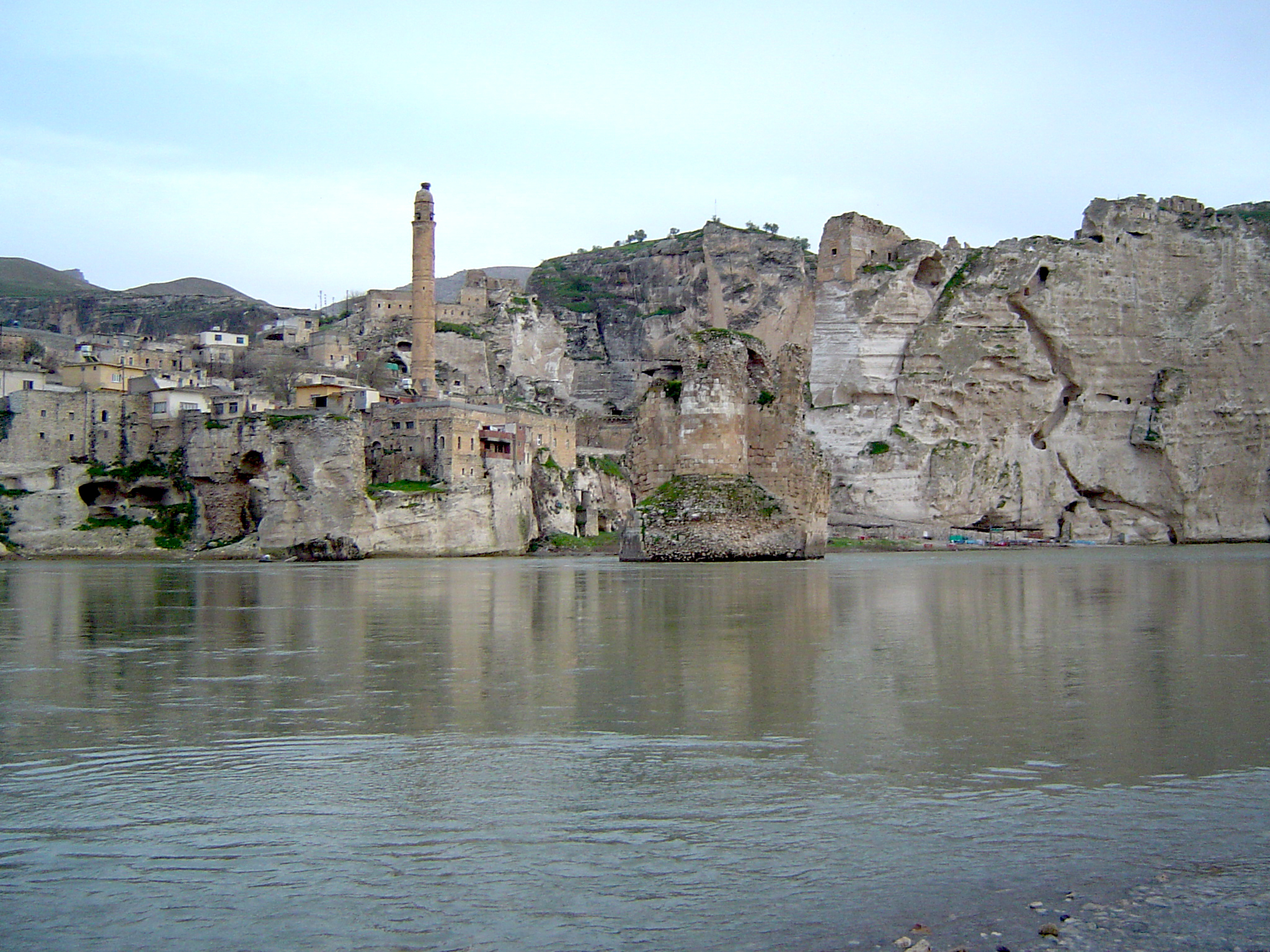
Ansicht von Hasankeyf vom gegenüber liegenden Ufer des Tigris'
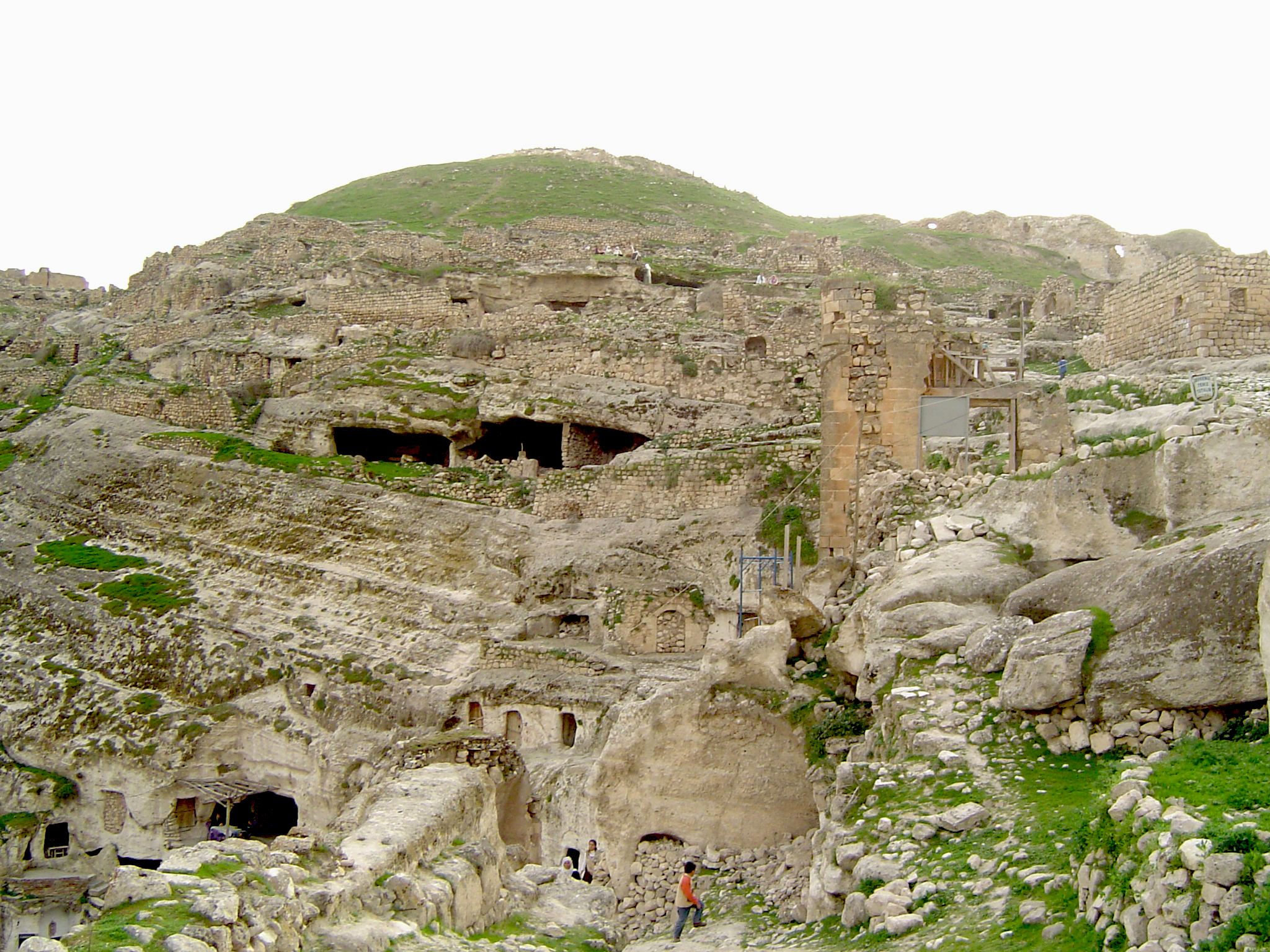
Ruinen alter Gebäude bei der Festung
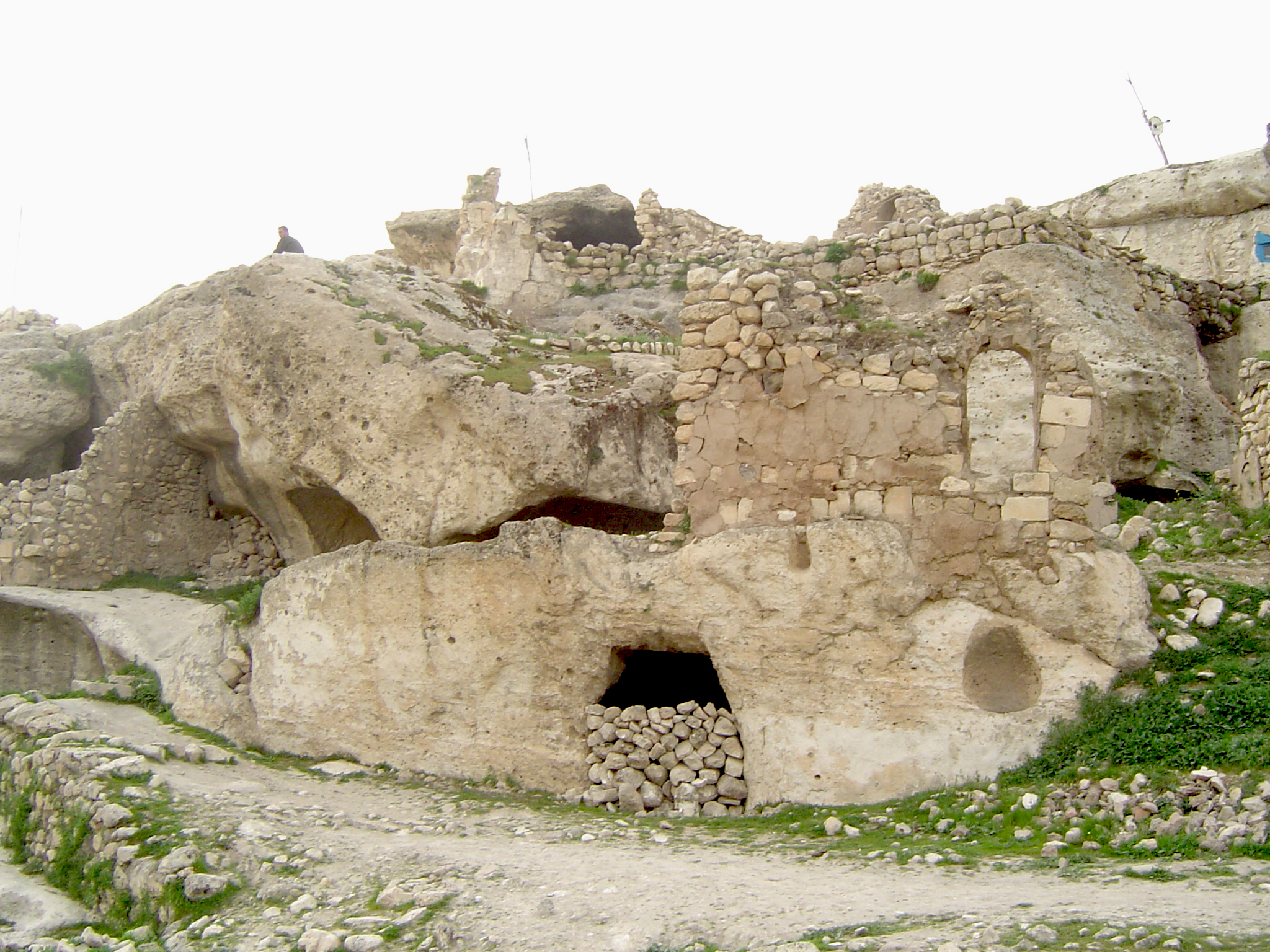
Eine andere Ansicht der alten Wohnräume
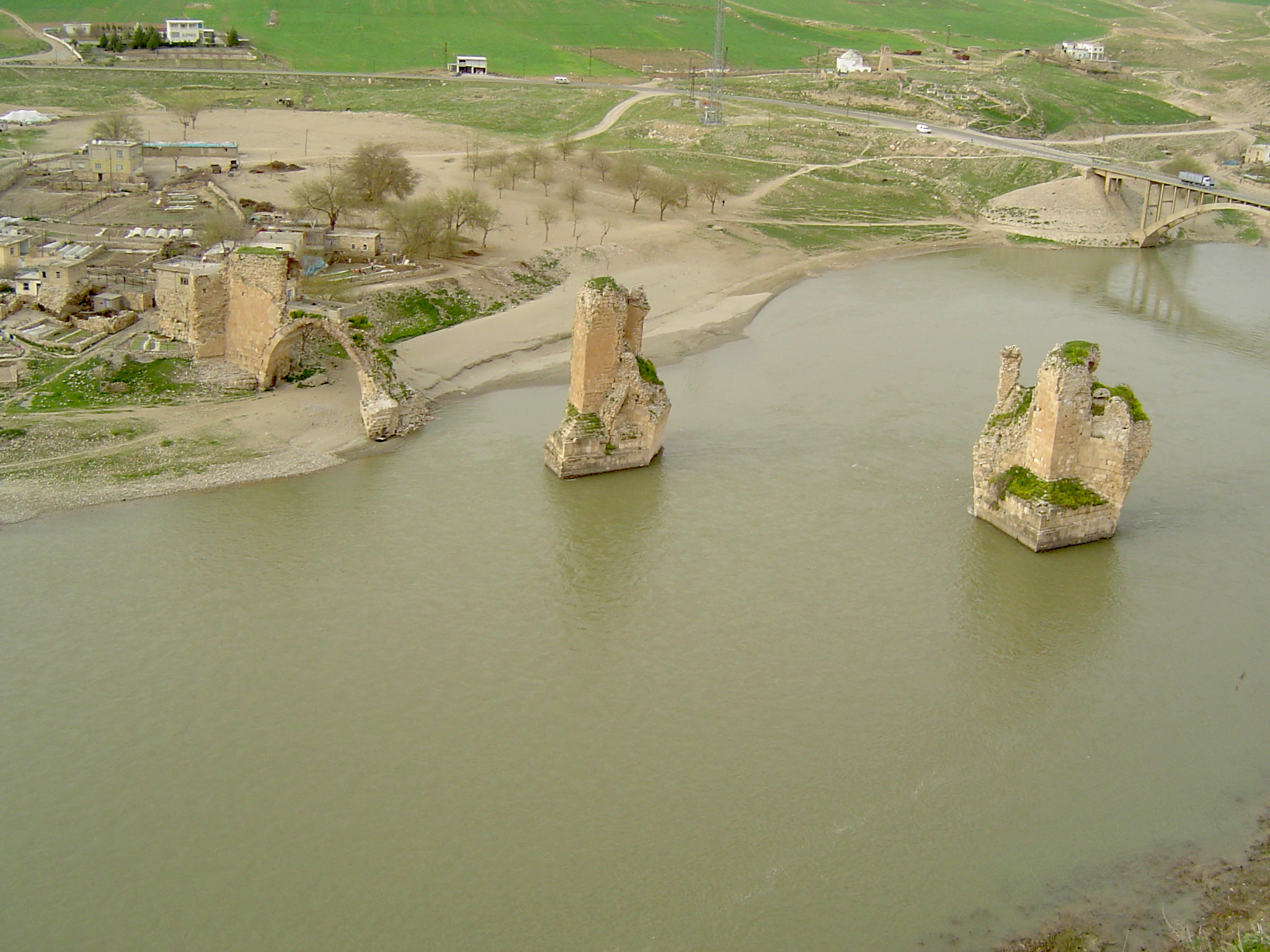
Die alte Brücke aus der Vogelperspektive
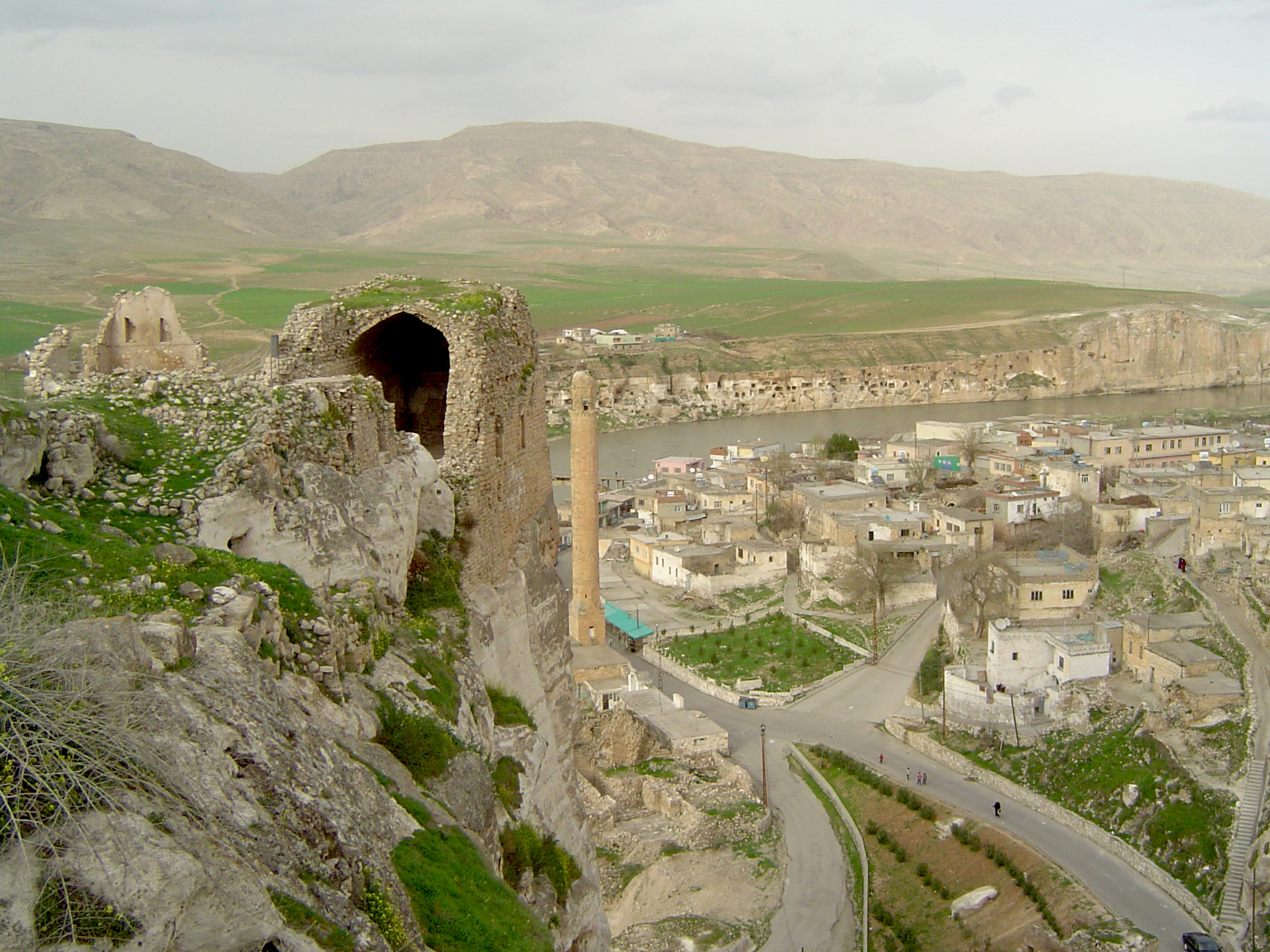
Ruinen der Altstadt mit neuzeitlichen Wohnhäusern im Hintergrund
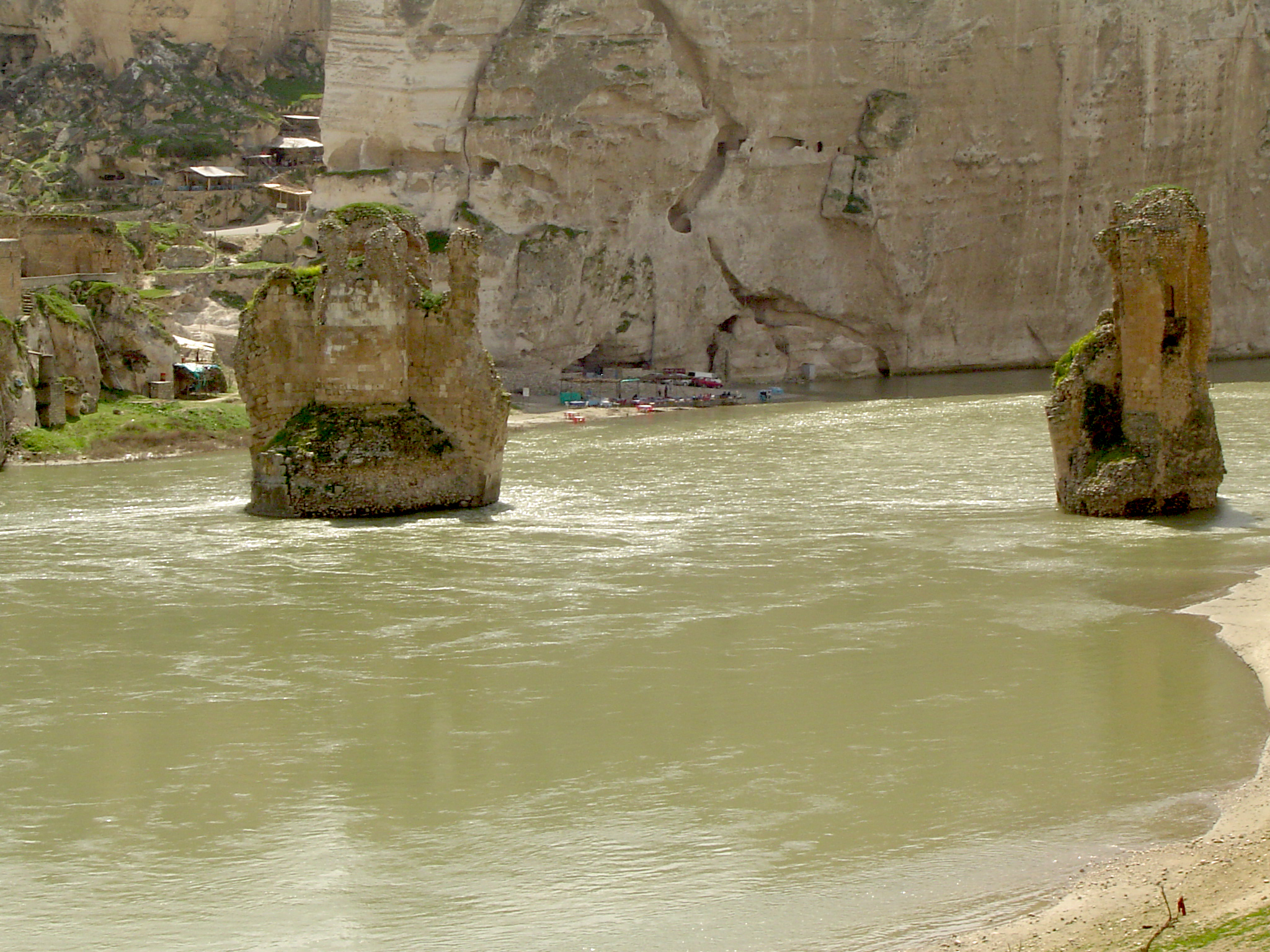
Die Reste der artukidischen Brücke
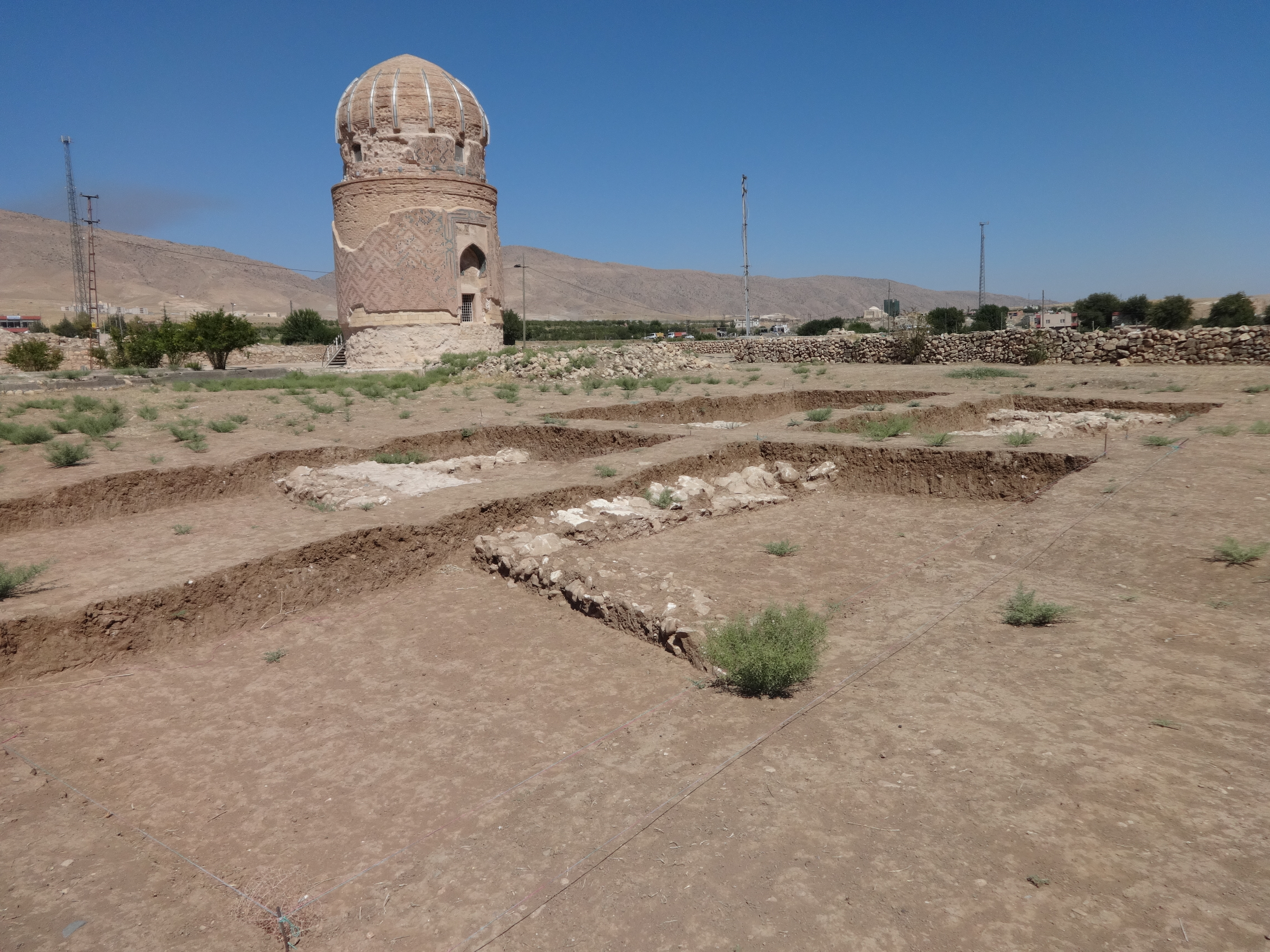
Archäologisches Grabungsfeld zwischen Tigris und Zeynel-Bey-Mausoleum (2013)
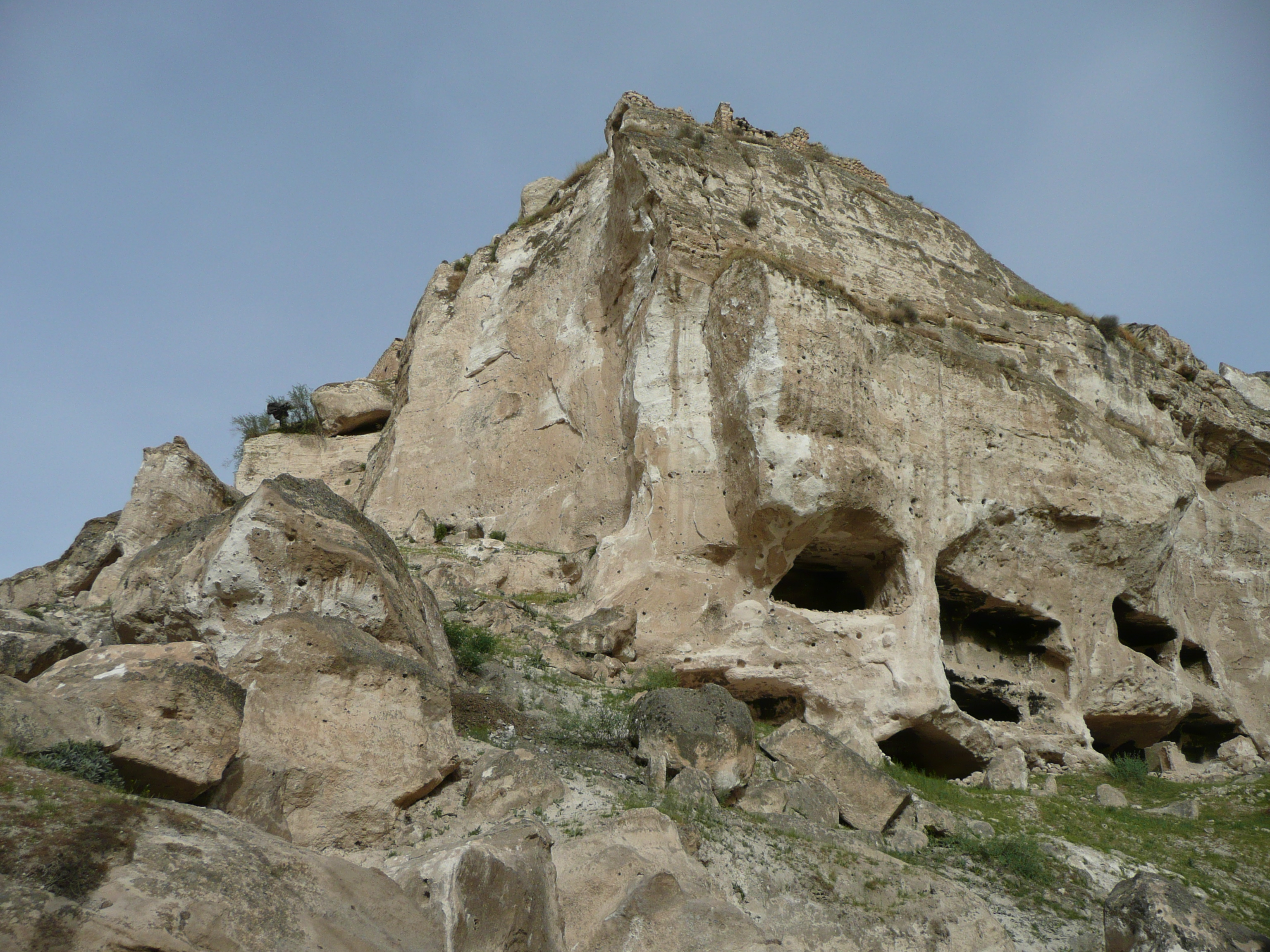
Felsenwohnungen in Hasankeyf

## Fernsehen
- Re: Der Untergang von Hasankeyf, arte, 2020[17]
- Weltspiegel: Hasankeyf geht unter, ARD, 2020[18]